# Olympische Sommerspiele 1920/Teilnehmer (Monaco)
| Gelbes Symbol für Goldmedaillen mit stilisierten Olympischen Ringen | Graues Symbol für Silbermedaillen mit stilisierten Olympischen Ringen | Braundes Symbol für Bronzemedaillen mit stilisierten Olympischen Ringen |
| ------------------------------------------------------------------- | --------------------------------------------------------------------- | ----------------------------------------------------------------------- |
| —                                                                   | —                                                                     | —                                                                       |

Monaco nahm bei den Olympischen Sommerspielen 1920 in Antwerpen zum ersten Mal in seiner Geschichte an Olympischen Spielen teil. Die Delegation umfasste 4 Sportler, allesamt Männer.

## Teilnehmer nach Sportarten

### Leichtathletik
- Émile Barral
800 m: Vorläufe

- Edmond Médécin
100 m: Vorläufe
200 m: Vorläufe
Weitsprung: 21. Platz
Fünfkampf: 15. Platz

### Turnen
- Joseph Crovetto
Mehrkampf: 22. Platz

- Michel Porasso
Mehrkampf: 12. Platz